# Stéphane Victor Pillot
Pour les articles homonymes, voir Pillot.
Stéphane Victor Pillot, né à Villeurbanne (Rhône) le 23 juin 1856 et mort à Paris le 29 janvier 1924, est un général de division de l'Armée française. Il commande diverses unités pendant la Première Guerre mondiale.

## Biographie
Il entre à Saint-Cyr le 28 octobre 1877.

## Première Guerre mondiale
À la mobilisation, il commande la 85e brigade d'infanterie de la 43e division d'infanterie. Le 26 août 1914, il prend le commandement de la 26e division d'infanterie, jusqu'au 30 septembre. Il est nommé général de division le 26 juin 1915[réf. souhaitée]. Du 14 mai 1915 au 23 janvier 1916, il commande la 77e division d'infanterie.
Privé de commandement au front par Joffre[Quand ?][pourquoi ?][réf. nécessaire]

## Distinctions
- Grand officier de la Légion d'honneur (28 décembre 1918)[1]
  -  Commandeur de la Légion d'honneur (28 octobre 1915)[1]
  -  Officier de la Légion d'honneur (30 décembre 1909)[1]
  -  Chevalier de la Légion d'honneur (24 août 1895)[1]